# Oreste Grossi
Oreste Grossi   (Liorna, 14 de març de 1912 - Liorna, 16 de febrer de 2008) fou un remer italià que va competir durant la dècada de 1930.
El 1936 va prendre part en els Jocs Olímpics de Berlín, on guanyà la medalla de plata en la prova del vuit amb timoner del programa de rem. En el seu palmarès també destaquen una medalla d'or i una de bronze al Campionat d'Europa de rem de 1937 i 1938 respectivament.